# والکیری (مارول کمیک)
والکیری (به انگلیسی: Valkyrie) با نام اصلی براین‌هلد، یک شخصیت خیالی ابرقهرمان در کتاب‌های کامیک آمریکایی منتشر شده توسط مارول کامیکس است. شخصیت والکیری توسط نویسنده استیو اینگلهارت و طراح سال بوشما بر اساس شخصیت حماسی براین‌هلد در اسطوره‌شناسی اسکاندیناوی خلق شده است، که برای اولین بار در شمارهٔ ۴ مدافعان (نوامبر ۱۹۷۲) حضور پیدا کرد. او توسط اودین، پادشاه ایزدان قلمرو آسگارد برای رهبری والکیریور «برگزیننده کُشتگان» برگزیده شد، گروهی از سپربانوها و جنگاوران مؤنث که دلیرترین کسانی که در نبرد جان خود را از دست داده‌اند جستجو می‌کردند و آن‌ها را به تالار والهالا اسکورت می‌نمودند.
خاستگاه والکیری با عنوان اصلی براین‌هلد همانند رازی باقی مانده است و والدین او ناشناخته هستند. او مدعی است که نه تنها یک آسگاردین محسوب می‌شود بلکه از زمانی حتی گذشته‌تر از آسگارد در حال خدمت بوده است.
تسا تامپسون این شخصیت را در فیلم‌های ثور: رگناروک (۲۰۱۷)، انتقام‌جویان: پایان بازی (۲۰۱۹)، ثور: عشق و آذرخش (۲۰۲۲) و مارول‌ها (۲۰۲۳) از دنیای سینمایی مارول به تصویر کشیده است.